# علی‌آباد (تربت حیدریه)
علی‌آباد یکی از روستاهای استان خراسان رضوی است که در دهستان پائین رخ بخش جلگه‌رخ شهرستان تربت حیدریه واقع شده‌است.

## جمعیت
این روستا در دهستان پایین رخ قرار دارد و براساس سرشماری مرکز آمار ایران در سال ۱۳۸۵، جمعیت آن زیر سه خانوار بوده‌است.